# (8361) 1990 JN1
(8361) 1990 JN1 – planetoida z pasa głównego asteroid okrążająca Słońce w ciągu 4 lat i 277 dni w średniej odległości 2,83 j.a. Została odkryta 1 maja 1990 roku w Obserwatorium Siding Spring przez Michaela Irwina i Annę Żytkow. Nazwa planetoidy jest oznaczeniem tymczasowym.